# Lea
A Lea névnek sokféle jelentése van sok nyelven, héber eredetű név, jelentése vadtehén, antilop, latin eredete szerint nőstényoroszlánt is jelent, héber nyelvű családokban a név jelentése fáradt, de a  görög és amerikai nyelvű családokban a Lea név jelentése: Jó hír hozója. Hawaii nyelven a Lea név jelentése: a kenuépítők mitológiai istennője, Istennőhöz hasonló. A spanyol babanevekben a Lea név jelentése: A héber Leah szóból származik, aki Jákob első felesége volt.

## Rokon név
- Lia:[1] a Lea alakváltozata, de lehet a -lia végű női nevek beceneve is.[6]

## Névnapok
- március 22.[2][6]

## Gyakorisága
Rendkívül ritka női név / lánynév. Az 1990-es években a Lea és a Lia egyaránt igen ritka név, a 2000-es években nem szerepelnek a 100 leggyakoribb női név között.

## Idegen nyelvi változatai
- Leah (Angol)
- Léa (Francia)
- Léá (Ír)
- Lea (Szlovák)
- Leia (Portugál)

## Híres Leák és Liák
- „Lea” utónevű személyek szócikkeinek listája a Wikidata alapján
- „Léa” utónevű személyek szócikkeinek listája a Wikidata alapján
- „Leah” utónevű személyek szócikkeinek listája a Wikidata alapján
- „Lia” utónevű személyek szócikkeinek listája a Wikidata alapján
- Ráskay Lea Domonkos-rendi szerzetes, Szent Margit legendájának másolója
- Léa Seydoux, francia színésznő